# Ardestorf

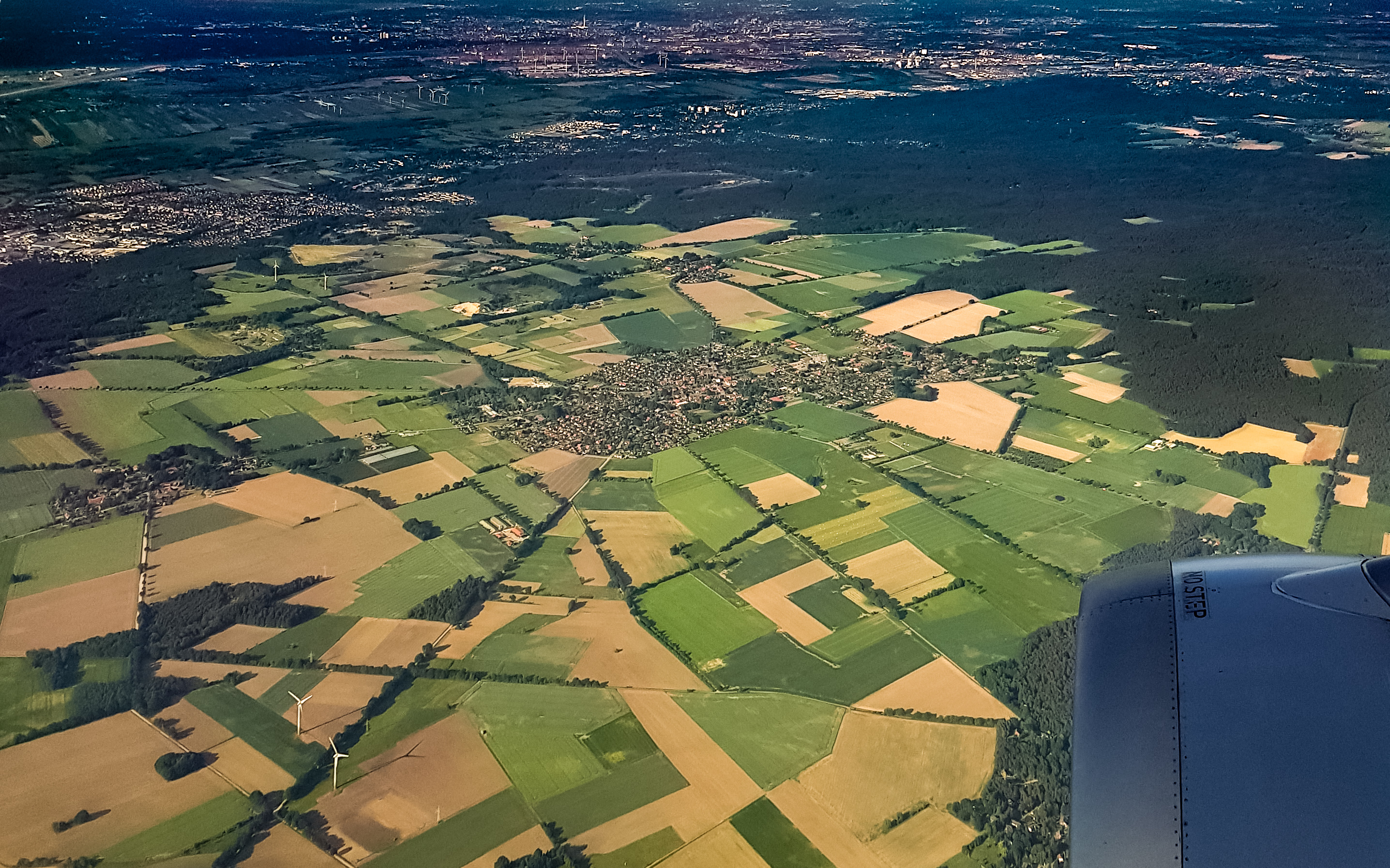
Luftbild Ardestorfs, Elstorfs und Schwiederstorfs mit Neu Wulmstorf und Hamburg im Hintergrund

Ardestorfⓘ (plattdeutsch Arsdörp) ist ein Teil der Einheitsgemeinde Neu Wulmstorf im Landkreis Harburg, Niedersachsen. Ardestorf gehört zusammen mit Bachheide zum Ortsteil Elstorf.

## Nachbargemeinden
Im Süden grenzt Ardestorf an Eversen-Heide und Grauen, im Südwesten an Moisburg, im Westen an Daensen und im Norden an Immenbeck, Ovelgönne und Ketzendorf im Südosten an Elstorf. Naturräumlich liegt Ardestorf am Ostrand der Zevener Geest.

## Geschichte

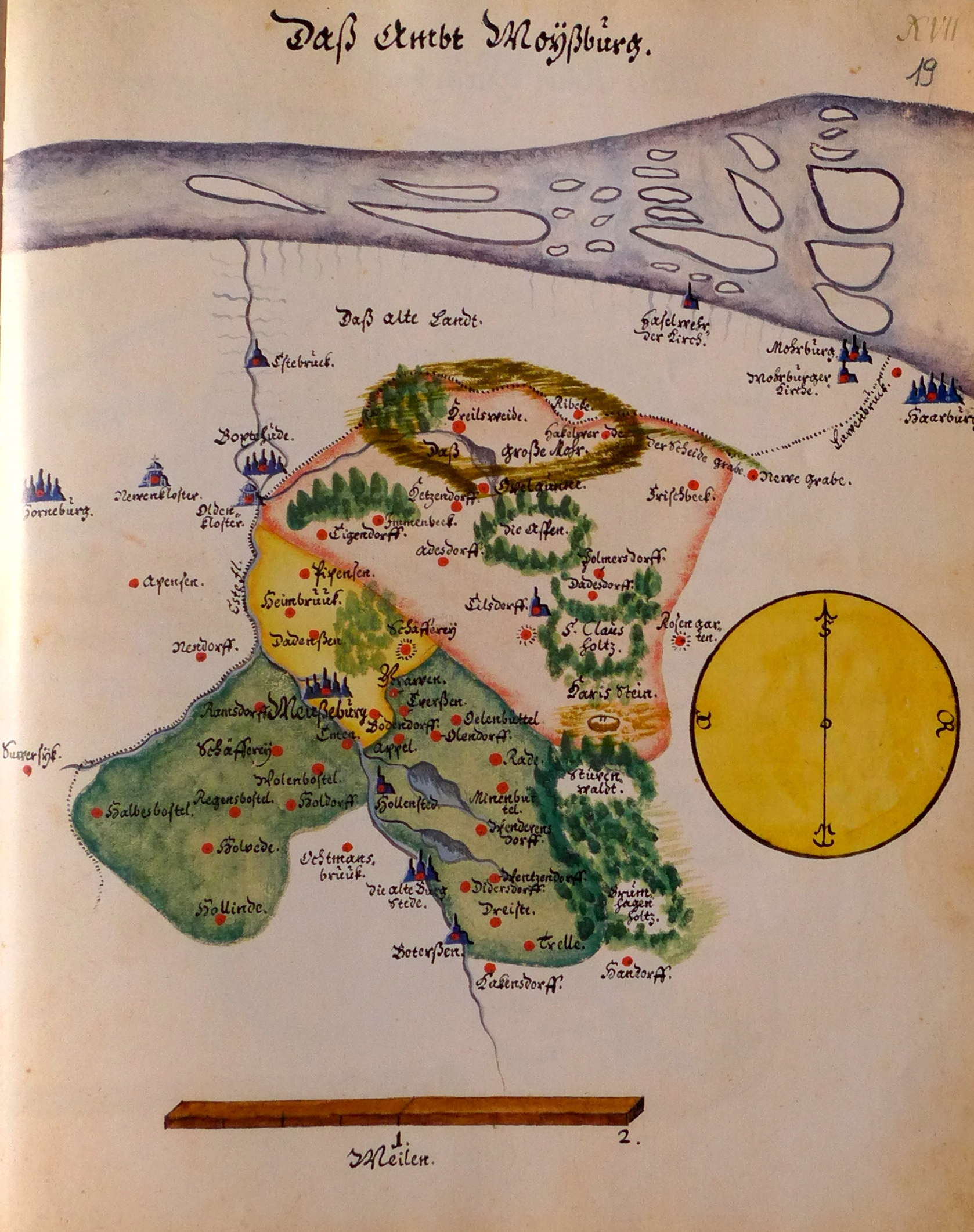
Adesdorff in der Vogtei Eilsdorff im Ambt Meußeburg (1600)

Im Fürstentum Lüneburg war Ardestorf mit 14 weiteren Ortschaften der Vogtei Elstorf Teil des Amt Moisburg (siehe Liste der Ämter und Vogteien im Fürstentum Lüneburg).
Während der Franzosenzeit zählte Ardestorf 91 Einwohner und gehörte zum Département des Bouches de l’Elbe.
Nachfolgend war es im Amt Teil der Landdrostei Lüneburg, bevor es 1859 im Amt Tostedt aufging.
Am 1. Dezember 1910 zählte Ardestorf 79 Einwohner.
Ardestorf ging im Zuge der Gründung der Einheitsgemeinde Neu Wulmstorf am 1. Juli 1972 als Teil der Ortschaft Elstorf in Neu Wulmstorf auf.

## Verkehr
Ardestorf liegt südlich der Bundesstraße 3 und der Bundesstraße 73.